# Special Atomic Demolition Munition

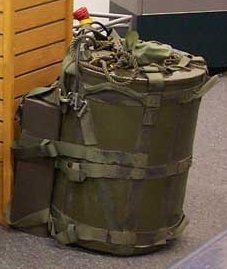
Un conteneur H-912 servant au transport de la SADM Mk 54.

La Special Atomic Demolition Munition (SADM) fut une famille d'armes nucléaires portatives mises en service dans les années 1960. L’armée américaine a envisagé l’usage de charges nucléaires tactiques portables, appelées SADM, pour détruire des structures stratégiques telles que tunnels et viaducs. L'objectif de ces armes était de créer des obstacles massifs pour ralentir les forces ennemies en terrain hostile. Ces dispositifs légers, pouvant être transportés en sac à dos, étaient déployés par des équipes spéciales formées à des techniques avancées de parachutage et d’infiltration. Toutefois, ces armes n’ont jamais été utilisées en opération et ont été démantelées après la Guerre froide.

## Histoire
Dans les années 1950, sous l’administration de Dwight Eisenhower, l’armée américaine lança le développement d’armes nucléaires portatives, comme la W54, permettant de créer des explosifs à la fois compacts et puissants. Ces armes, connues sous le nom de "Atomic Demolition Munitions" (ADM), étaient conçues pour être utilisé contre des positions terrestres ou sous-marines, avec pour objectif principal de créer des obstacles physiques grâce au souffle de l’explosion, afin de ralentir l’avancée des forces ennemies. Plutôt que de viser des villes, elles étaient destinées à des usages stratégiques tels que l’effondrement de flancs de montagne, la formation de cratères géants ou la destruction d’infrastructures comme des tunnels et des viaducs. Durant les années 1960, une gamme complète d’ADMs a vu le jour, incluant la Tactical Atomic Demolition Munition (TADM) et la Medium Atomic Demolition Munition (MADM), conçues pour être déplacées par une petite équipe. Ces mini-bombes possédaient une puissance variant de 0,01 à 1 kilotonne.A près une première génération de bombes mobiles, jugées trop lourdes pour être transportées par des équipes réduites, le modèle d'ogive nucléaire tactique W54 fut, développée à la fin des années 1950, d’abord par le Lawrence Livermore National Laboratory, puis par le Los Alamos National Laboratory. Elle fut lancée en production dans les années 1960. 

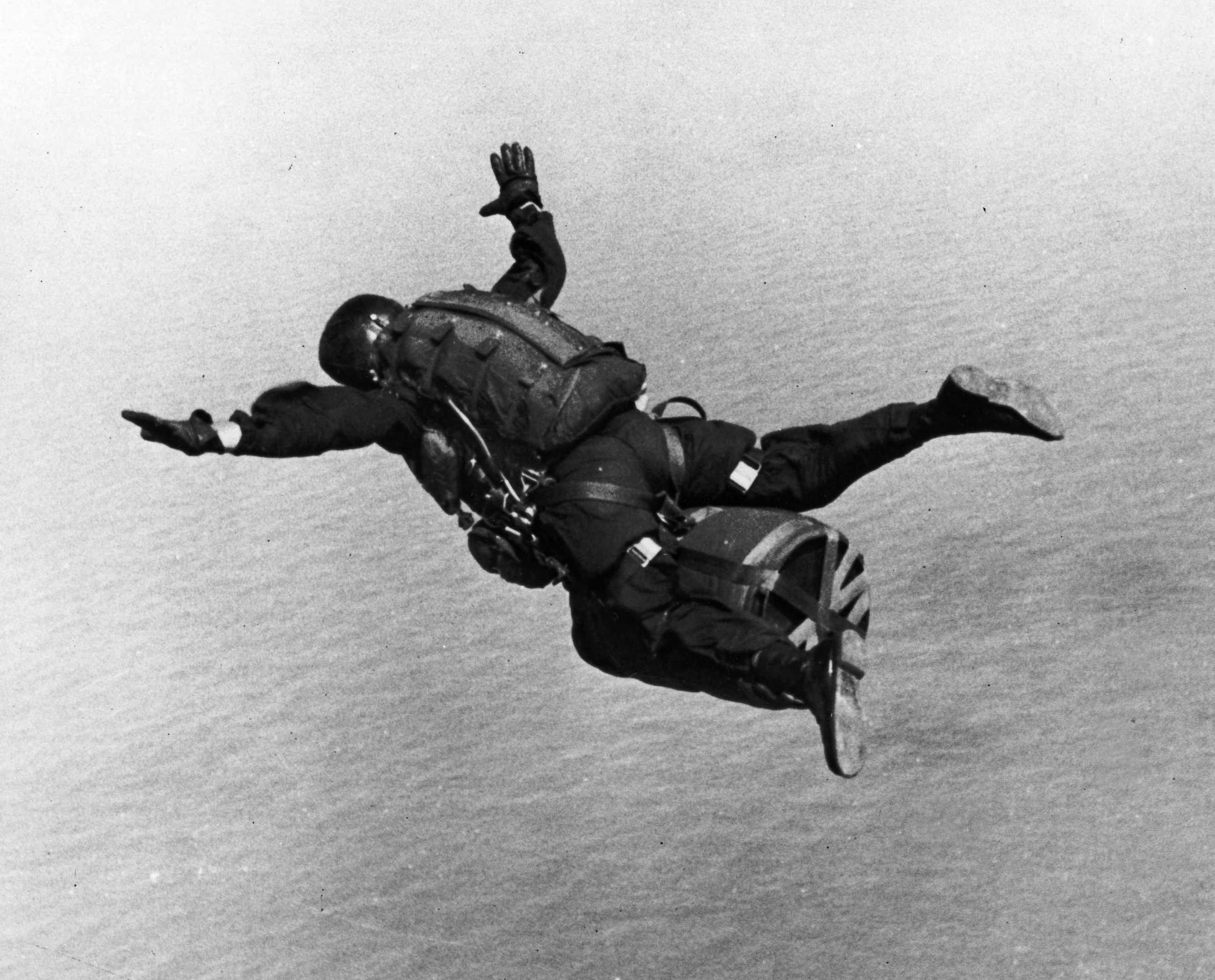
Parachutiste des forces spéciales américaines sautant avec une W54 SADM

Dans le but de concevoir une ADM plus légère et transportable à la main, une variante de la W54, mesurant 60 par 40 centimètres et pesant 90 kilos, fut spécialement conçu pour un déploiement par parachutage au début des années 1960. La SADM était une bombe nucléaire transportable en sac à dos, que l'opérateur pouvait activer à l'aide d'un détonateur. L'arme, fixée entre les jambes d'un agent lors du parachutage, nécessitait toutefois l'intervention de deux opérateurs pour être activée. Une fois près de la cible, chaque membre de l’équipe devait entrer l’un des codes nucléaires pour permettre l’activation de l’arme, garantissant ainsi une sécurité supplémentaire pour son déclenchement. Les unités "Green Light," formées de membres des forces spéciales ou des Marines, recevaient un entraînement intensif, en particulier en techniques de parachutage. Leur mission consistait à installer les armes SADM avant de se retirer, malgré la fiabilité incertaine des minuteurs, qui exposait les opérateurs à un risque constant d'explosion prématurée. Les soldats devaient ensuite s'échapper du territoire ennemi après la détonation. L'armée américaine a produit environ 300 SADM entre 1964 et 1966. La production d’une version intermédiaire, la W-54 Mod 0, a débuté en avril 1963, suivie de la mise en production de la W-54 Mod 1 SADM en août 1964. Ce modèle comprenait une ogive, un système de mise à feu, une minuterie mécanique, un dispositif de tir ferroélectrique et un boîtier scellé. La version W-54 Mod 2 SADM a été lancée en juin 1965, avec au moins deux variantes de SADM, les XM129 et XM159. Finalement, aucune mission de ce type ne fut exécutée, et les SADM furent démantelées avec la fin de la Guerre Froide.
La W54 fut ainsi intégrée dans le lance-roquettes Davy Crockett, modèle M28, monté sur trépied et nécessitant trois opérateurs pour sa mise en œuvre. Ce lanceur, équipé de la plus petite ogive nucléaire jamais fabriquée par les États-Unis, fut déployé auprès des troupes américaines stationnées en RFA et en Corée du Sud. Cependant, en raison du risque élevé de retombées radioactives pour ses propres utilisateurs, le M28 fut rapidement abandonné.